# Bangerz
Bangerz (en català, explosiu) és el quart àlbum d'estudi de la cantant i compositora estatunidenca Miley Cyrus. Va ser llançat a la venda el 8 d'octubre del 2013 pel segell discogràfic RCA Records. Miley es va posicionar com a lletrista en algunes cançons, perquè després la producció executiva anés a càrrec de Pharrel Williams i Mike Will Made It, també es va destacar el treball dels productors, a menor mesura, Cirkut, will.i.am, Sean Garrett i Lukasz Gottwald. Al disc es mesclen els gèneres dance pop i pop amb country, hip-hop i dubstep. Bangerz explora temes relacionats amb la diversió, l'odi o l'amor, que en la seva majoria fan referència amb la ruptura de la relació que Miley va mantenir amb l'actor australià Liam Hemsworth, amb el qual va estar compromesa després de tres anys de relació. Al disc van aparèixer com artistes invitats la cantant Britney Spears i els rapers Nelly, Ludacris, Big Sean, French Montana i Future.
En termes generals, el disc va obtenir ressenyes de mixtes a favorables de part de crítics de música contemporània. Metacritic, que s'encarrega de recol·lectar aquests comentaris, en va recopilar 21, i va aconseguir-hi una qualificació mitjana de 61 en entrar en les primeres deu posicions sobre 100. D'altra banda, va tenir un bon rendiment en les llistes musicals, aconseguint entrar en les primeres deu posicions en 29 països, sumat a això va tenir un alt índex de vendes en finalitzar el 2013. Cal destacar que un cop llançat, Bangerz es va coronar en el nombre un de més de 70 països a iTunes de tot el món. Fins al gener de 2014 s'havia venut un milió de còpies només en els Estats Units, rebent un disc de platí per part de la Recording Industry Association of America (RIAA). Per a març de 2015, Bangerz havia venut 2 milions de còpies al món, segons la Federació Internacional de la Indústria Fonogràfica (IFPI). Per a la promoció de l'àlbum van ser enllaçats tres senzills, aconseguint «We Can't Stop», «Wrecking Ball» i «Adore You». On els dos primers van tenir un gran èxit comercial, a més van ingressar al lloc més alt de nombroses llistes musicals, tots dos van rebre una considerable suma de discos d'or i platí per diferents organismes certificadors, d'altra banda, l'últim senzill no va comptar amb el mateix èxit. El juny de 2014 es va conèixer que la suma de les vendes dels tres senzills ascendeixen a els vuit milions de còpies venudes internacionalment. Així mateix, la intèrpret va donar inici a la seva quarta gira musical Bangerz Tour per promoure el disc, visitant Nord-amèrica, Europa, Amèrica Llatina i en una minoria a Oceania.
Addicional això, l'artista es va presentar en diversos esdeveniments i cerimònies de premis, un en particular va ser la que va realitzar en els MTV Video Music Awards de 2013, en la qual va fer twerking mentre cantava «We Can't Stop" i posteriorment «Blurred Lines» amb Robin Thicke, diversos mitjans de comunicació i el públic la van catalogar com a molt provocadora i pujada de to. Amb aquesta actuació la cantant va aconseguir 360.000 tuits per minut, trencant el rècord que havia imposat Beyoncé durant la seva presentació en el Superbowl en aquest mateix any. Cap destacar que els dos primers senzills de l'àlbum van rebre múltiples guardons, on destaquen el premi al millor vídeo femení en els MTV Video Music Awards Japan per «We Can't Stop» o millor vídeo per «Wrecking Ball» pels Billboard Music Awards, els World Music Awards i els MTV Europe Music Awards i vídeo de l'any en els MTV Video Music Awards de 2014. A més al desembre de 2014, Bangerz va rebre una nominació als Premis Grammy de 2015 en la categoria millor àlbum de pop vocal.

## Antecedents i llançament
Després de finalitzar la seva tercera gira mundial, Gypsy Heart Tour el 2011, Cyrus va decidir viatjar a Miami per començar a treballar en el seu quart àlbum d'estudi. Bruce Flohr -ex mànager de Cyrus- va comentar durant el viatge que ella treballava amb els productors de música més importants del moment, i que el treball que estava realitzant era enorme, a més va declarar que estava realitzant un so semblant a Katy Perry i Rihanna, però molt millor. A finals del 2012, el lloc web E! el va incorporar en la seva llista dels «àlbums més esperats de 2013». Idolator també ho va agregar a la seva llista dels «13 àlbums pop més esperats del 2013», on va ubicar el lloc número sis, superant a Demi de Demi Lovato, Stars Dance de Selena Gomez i Paramore de Paramore.
Al començament del 2013, Cyrus va signar un contracte amb la companyia discogràfica RCA Records, per produir el seu quart àlbum d'estudi. Cyrus va treballar amb Pharrell Williams, Hit-Boy, Dona Internz, Dr. Luke i Tyler, The Creator.
| « | Jo sempre m'he inclinat cap a les influències del country rock, però ara m'estic movent cap a un costat més urbà, […] no és un àlbum de hip-hop, però, és un àlbum pop. No vaig a tractar de rapejar. És més com, Jo no veig cap noia per aquí fent el que estan fent Miguel i Frank Ocean, […] hem estat cridant [Bangerz] count step, perquè és com country, dubstep i un petit parany […] m'encanta The Lumineers, però també m'encanta French Montana, Juicy J, Wiz Khalifa i Dolly Parton. Si poguessis armar Dolly, Adele i Juicy J, hauries aquest equilibri estrany - Miley Cyrus | » |

El raper Future va comentar en una entrevista com va ser el procés d'escriptura amb Cyrus, i va dir que ell mai escriu, generalment en té prou amb veure la cara de l'artista i quan diu coses, va notant el que mou al cantant, per la qual que «no hi ha paper a l'estudi». També va declarar: «Tenim un munt de grans enregistraments, i tot va venir d'una conversa i tenir un bon ambient. Cada vegada que ella em va explicar de la seva vida personal a través de la conversa, vaig tractar de tenir aquest ambient i anar a la cabina. Li vaig dir, 'Has d'acceptar les teves pors. Si alguna cosa et molesta, has de córrer cap a ell. Si estàs plorant per això, necessites plorar fins que no puguis plorar més. Si intentes retenir-lo, llavors va a menjar-te […] Les cançons que vaig fer amb ella són molt commovedores. Alguns dies és sobre els diners, sortir de festa i vibra, i alguns dies és sobre la necessitat de tenir algú al teu costat i mantenir el rendiment […] i una cançó de les que tenim és bàsicament al voltant de tots aquests temes».
Per a l'edició d'agost de la revista Rolling Stone, Cyrus va expressar que havia planejat treure un àlbum en 2012, però va posposar el llançament, «dono gràcies a Déu per haver-ho fet, perquè vaig conèixer a Mike, i va canviar la meva vida», va comentar Cyrus a la revista. El 27 d'agost de 2013, la revista estatunidenca Vibe va publicar una exclusiva del productor musical Sean Garrett, on ell revela que la cantant Britney Spears va col·laborar amb Cyrus en una cançó per a l'àlbum Bangerz. El productor va dir a la revista: «És divertit i emocionant [Bangerz]. Tenim una cançó amb Britney [Spears]. Mike Will [Made It], Miley [Cyrus] i jo vam acabar en l'estudi, volíem fer el més gran hit possible».
El 15 d'agost de 2013, Cyrus va publicar la data de llançament de l'àlbum, aquest mateix dia Jason Lipshutz de la revista Billboard va publicar un article amb els noms dels col·laboradors de l'àlbum així com detalls sobre aquest tema, així mateix MTV va publicar els noms d'algunes cançons confirmades del àlbum. El 25 d'agost de 2013, l'àlbum va ser posat en pre-venda, en la seva edició deluxe, a la botiga de continguts multimèdia iTunes. Aquesta edició compta amb setze pistes, les úniques pistes que es podien descarregar eren «We Can't Stop» i «Wrecking Ball». Després del llançament de Bangerz, va aconseguir un notable èxit en les llistes d'iTunes, ja que va estar entre els deu primers àlbums més descarregats en més de vint països. El 8 d'octubre de 2013 el àlbum va ser llançat mundialment. Després de cinc hores d'estar disponible a la botiga de contingut multimèdia iTunes, Bangerz va aconseguir col·locar-se en el lloc número u en més de setanta països.

## Títol i portada

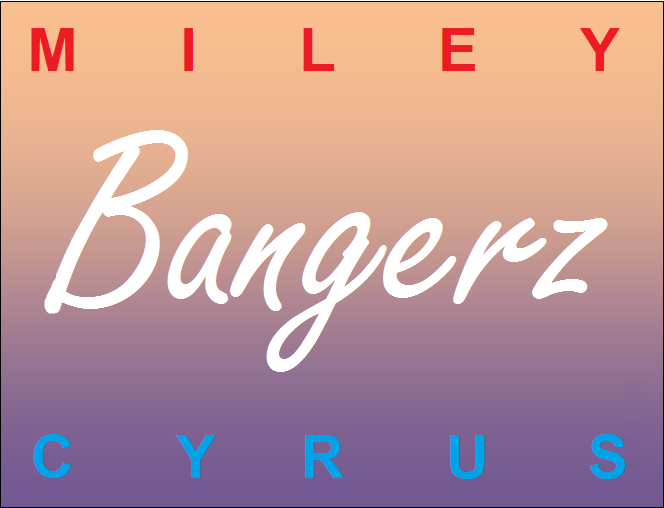
Logo Bangerz Tour

El 6 d'agost de 2013, la cantant va revelar al seu compte personal de Twitter que el nom de l'àlbum, com a recompensa als seus seguidors per haver-la ajudat a aconseguir més de 13 milions de seguidors. Cyrus va tuitejar que el seu àlbum portaria per nom Bangerz, comentat: «Si no saps per què el meu disc es diu Bangerz, ho sabràs tan aviat com ho escoltis. Res com #BANGERZ». El nom de l'àlbum va ser tendència mundial aquest mateix dia i Cyrus va publicar en el seu compte:« #BANGERZ ja és una tendència mundial pshhhhh el món espera a sentir aquesta possible meravella». El 24 d'agost, Cyrus va donar a conèixer les portades de l'àlbum per a les versió estàndard i deluxe, tots dos mostren a la cantant amb cabell ros i usant un abric negre curt, amb el títol estilitzat en la il·luminació d'un rètol de neó, enfront d'unes palmeres.

## Llista de cançons
| Núm.          | Títol                               | Composició | Productor(s)                                  | Durada |
| ------------- | ----------------------------------- | --- | --------------------------------------------- | ------ |
| 1.            | «Adore You»                         | Stacy Barthe, Oren Yoel                                                                                               | Oren Yoel                                     | 4:38   |
| 2.            | «We Can't Stop»                     | Miley Cyrus, Michael Williams, Ricky Walters, Pierre Ramon Slaughter, Timothy Thomas, Theron Thomas, Douglas E. Davis | Mike Will Made It, P-Nasty, Rock City         | 3:51   |
| 3.            | «SMS» (amb Britney Spears)          | Cyrus, Sean Garrett, Michael Williams, Marquel Middlebrooks                                                           | Mike Will Made It, Marz                       | 2:49   |
| 4.            | «4x4» (amb Nelly)                   | Cyrus, Cornell Hayes Jr, Pharrell Williams                                                                            | Pharrell Williams                             | 3:11   |
| 5.            | «My Darlin'» (amb Future)           | Cyrus, Jeremih Felton, Michael Williams, Ben E. King, Jerry Leiber, Slaughter, Mike Stoller, Nayvadius Wilburn        | Mike Will Made It, P-Nasty, Tyler Sam Johnson | 4:03   |
| 6.            | «Wrecking Ball»                     | Cyrus, Lukasz Gottwald, Henry Walter, Maureen McDonald, Stephan Moccio, Sacha Skarbek                                 | Dr. Luke, Cirkut                              | 3:41   |
| 7.            | «Love, Money, Party» (amb Big Sean) | Sean Anderson, Cyrus, Garrett, M. Williams, Middlebrooks                                                              | Mike Will Made It, Marz                       | 3:39   |
| 8.            | «#GETITRIGHT»                       | Cyrus, P. Williams | P. Williams                                   | 4:24   |
| 9.            | «Drive»                             | Cyrus, M. Williams, Samuel Jean, Slaughter                                                                            | Mike Will Made It, P-Nasty                    | 4:15   |
| 10.           | «FU» (amb French Montana)           | Rami Samir Afuni, Cyrus, Karim Kharbouch, McDonald                                                                    | Afuni                                         | 3:51   |
| 11.           | «Do My Thang»                       | William Adams, Jean-Baptiste, Ryan Buendia, Cyrus, Kyle Edwards, Michael McHenry                                      | McHenry, Edwards, will.i.am                   | 3:45   |
| 12.           | «Maybe You're Right»                | Cyrus, M. Williams, Johnson, Camaron Ochs, John Shanks, Slaughter                                                     | Mike Will Made It, P-Nasty                    | 3:33   |
| 13.           | «Someone Else»                      | Cyrus, M. Williams, McDonald, Slaughter, Theron Thomas, Timothy Thomas                                                | Mike Will Made It, P-Nasty                    | 4:48   |
| Durada total: | Durada total:                       | Durada total: | Durada total:                                 | 50:28  |

| 14.           | «Rooting For My Baby»             | Cyrus, P. Williams                                                    | P. Williams                | 3:20  |
| 15.           | «On My Own»                       | P. Williams                                                           | P. Williams                | 3:52  |
| 16.           | «Hands In The Air» (amb Ludacris) | Christopher Bridges, Asia Bryant, Cyrus, M. Williams, Jean, Slaughter | Mike Will Made-It, P-Nasty | 3:22  |
| Durada total: | Durada total:                     | Durada total:                                                         | Durada total:              | 61:02 |

## Guardons
Nominacions
- 2015: Grammy al millor àlbum de pop vocal